# Merlin Röhl
Merlin Röhl (* 5. Juli 2002 in Berlin) ist ein deutscher Fußballspieler. Er ist variabel im Mittelfeld einsetzbar und steht beim SC Freiburg unter Vertrag.

## Karriere
Röhl spielte zunächst in den Jugendabteilungen des SV Babelsberg 03, bevor er mit 16 Jahren in die U17 des FC Ingolstadt 04 wechselte. Der Wechsel zu den Schanzern wurde möglich, da der Mittelfeldmann durch die Scouting-App Tonsser, die der Verein seit kurzem benutzte, entdeckt wurde. Der in Berlin lebende Spieler konnte sich nach einem Sichtungstag sowie einem Probetraining gegen 74 weitere Jungen durchsetzen; laut dem Leiter des Nachwuchsleistungszentrums Roland Reichel war Röhl schlichtweg weiter entwickelt als seine Konkurrenten. So hob Reichel die Kopfballstärke des Spielers ebenso hervor wie dessen Schnelligkeit und Koordinationsfähigkeit. Dieser zog schließlich alleine nach Bayern und schrieb sich dort am Apian-Gymnasium ein. In seiner ersten Saison für die B-Junioren lief Röhl regelmäßig im zentralen Mittelfeld auf, musste aber mit der Mannschaft am Ende als Vorletzter der Staffel Süd/Südwest aus der Juniorenbundesliga absteigen. Anschließend erfolgte der Aufstieg in die U19, deren Mannschaftskapitän er im Sommer 2020 wurde.
Bereits im Januar desselben Jahres war der bis zum Jahr 2021 gültige Fördervertrag des Jungspielers vorzeitig bis Juni 2023 verlängert worden. Nach einer Partie über die volle Spielzeit für das Bayernligateam Ende Oktober folgte einen Monat später eine Startelfnominierung für Röhl in der 3. Liga. Vor den Sechsern Jonatan Kotzke und Marc Stendera setzte Trainer Tomas Oral den 18-Jährigen offensiv hinter dem Mittelstürmer Stefan Kutschke ein. Es folgten 18 weitere Drittligaspiele, die meisten von Beginn an, inklusive eines Torerfolgs für den in der Rückrunde häufig auf den halboffensiven Außenbahnen eingesetzten 18-Jährigen. In der Aufstiegsrelegation kam Röhl zweimal nach Einwechslungen für wenige Minuten zum Einsatz und stieg mit der Mannschaft in die 2. Bundesliga auf. In der Saison 2021/22 absolvierte Röhl 26 Zweitligaspiele, stand 20-mal in der Startelf und erzielte ein Tor. Der FC Ingolstadt 04 musste jedoch wieder den Gang in die 3. Liga antreten. Dort kam er zum Beginn der neuen Spielzeit noch zu 4 Einsätzen, in denen er 2 Tore erzielte.
Mitte August 2022 wechselte Röhl in die Bundesliga zum SC Freiburg, die Sockelablöse lag nach Medienberichten bei 2,9 Mio. Euro. Er spielte jedoch zunächst regelmäßig für die zweite Mannschaft in der 3. Liga, mit dem Team belegte er in der Drittligasaison 2022/23 den 2. Platz. Für die erste Mannschaft in der Bundesliga kam er im Verlauf der Saison 2022/23 zu drei Einsätzen als Einwechselspieler.
Am 1. Spieltag der Saison 2023/24 stand Röhl beim 1:2-Auswärtssieg gegen die TSG 1899 Hoffenheim an Stelle des rotgesperrten Nicolas Höfler zum ersten Mal in der Startelf. Im November 2023 beim 5:0 gegen TSC Backa Topola erzielte Röhl in der Europa League mit dem Führungstreffer sein erstes Pflichtspieltor für den SC Freiburg. Noch in der gleichen Woche erzielte er bei der 3:1-Auswärtsniederlage gegen RB Leipzig nach einem Solo, bei dem drei Gegenspieler ausgespielt worden waren, sein erstes Bundesligator zum zwischenzeitlichen 1:1.

### Nationalmannschaft
Röhl debütierte im Dezember 2019 für die deutsche U18-Nationalmannschaft. Er bestritt seit 2019 für die U18, U19, U20 und U21 des DFB bis Juni 2025 insgesamt 23 Spiele.
Röhl wurde in den Kader der U21-Nationalmannschaft für die Europameisterschaft in der Slowakei berufen. Im dritten Vorrundenspiel gegen England führte er seine Mannschaft als Kapitän an. Im Viertelfinale gegen Italien erzielte er den 3:2-Siegtreffer in der Verlängerung. Das zwischenzeitliche 2:1 hatte er aufgelegt.

## Erfolge
- Aufstieg in die 2. Bundesliga: 2021